# 八木弘和
八木弘和（日语：／ Yagi Hirokazu，1959年12月26日—），日本男子跳台滑雪运动员。他曾代表日本参加1980年和1984年冬季奥林匹克运动会跳台滑雪比赛，其中1980年冬季奥运会获得一枚银牌。